# Casa de Moncada

Brazão da Casa de Moncada.

A Casa de Moncada (em inglês; Montcada) é uma linhagem espanhola de origem catalã, com ramificações na bela Sicília. A Rainha Elisenda da Coroa de Aragão foi uma integrante dessa família.

## História
A Casa de Moncada teve seu início com Guillem I de Muntanyola ou de Vacarisses (nascido em data incerta - 1040). Ele era o filho de Sunifred, o Vescomte de Girona (Visconde de Girona), que recebeu, como concessão, o castelo e as terras de Moncada, em Moncada i Reixac, Barcelona. Ao ser agraciado com um título fundiário, Guillem I adotou o nome de Guillem I de Moncada, seguindo as tradições de denominação.
Guillem I contraiu matrimônio com a nobre Adelaide de Claramunt (1000 - 1063). Desse enlace nasceu seu primogênito, Ramon I de Moncada, II Senhor do Castelo de Moncada, que foi investido com o cargo de Senescal de Barcelona e Catalunha. O segundo filho do casal, o Bernat I de Moncada, alçou-se à posição de Ardiaca (Arquidiácono) de Barcelona, desempenhando um papel de destaque na cidade. Já o terceiro filho, Renard de Moncada, seguiu seu próprio caminho e tornou-se o Senhor do Castelo de la Roca del Vallès, firmando-se como o fundador da Casa de Sarroca ou La Roca.
Um dos netos de Ramón I, Guillem Ramon I de Moncada (data incerta - falecido em 1173), conhecido como o Grande Senescal ou o Dapifer, tornou-se um dos "Nou Barons de la Fama", os nobres mais influentes na corte do Conde de Barcelona. Ele assumiu o cargo de Senescal de Raimundo Berengário III de Barcelona, Raimundo Berengário IV de Barcelona e de Afonso I de Aragão. Durante o governo de Raimundo Berengário IV, ele negociou o casamento do conde com Petronila de Aragão, filha de Ramiro I. Essa jogada estratégica uniu o Reino de Aragão e o Condado de Barcelona. Guillemo Ramon também participou das campanhas militares em Tortosa e Fraga. Ele se casou com sua prima, Beatriz de Moncada (outra neta de Ramon I de Moncada), e o casal teve dois filhos. O primogênito, Guillem de Moncada, herdou o Viscondado de Béarn, que passou em 1309 para a Casa de Foix-Castellbò. O segundo filho, Ramon de Moncada el Vell, tornou-se o quarto Senescal e deu início à linhagem dos senhores de Tortosa e posteriormente de Fraga. Seu próprio filho, Ramon de Moncada el Jove, morreu lutando na Batalha de Portopí, juntamente com Jame I de Aragão, na Conquista de Maiorca. Seu segundo filho, Guillem Ramon, casou-se com Constança de Aragão, filha de Pedro II de Aragão, e iniciou uma linhagem que detinha o senhorio sobre Aitona. Seu primo seguiu em frente e fundou uma linha da família que se mudou para a Sicília, onde colaboraram com as Vésperas Sicilianas.
A Casa de Moncada continuou a expandir suas raízes por todo o Principado da Catalunha, Espanha e partes da Europa. Eles se casaram com as casas de Aragão, Cardona, Béarn, Ayerbe, Cervera, Luna, Anglesola, Cornell, Aitona, Albalat, Abarca, Queralt, Vilaragut, Urgell, Entença, Illa Jordà, Pinós, Lloria, Seròs, Vilamarxant, Ribelles, Lioro, Tolsà, Caltanissetta, Vallgornera, Ventimiglia, Fenollar e Sarrià, entre outras.